# Willy Pot

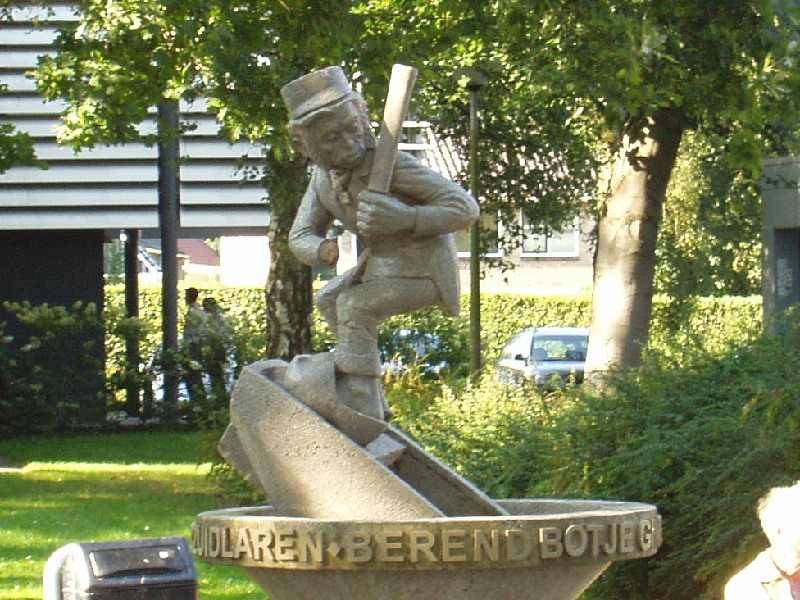
Het beeld van Berend Botje, ontworpen door Willy Pot

Willy Richard Pot (Zuidlaren, 28 december 1922 – Eindhoven, 19 mei 1991) was een Nederlands reclameontwerper en illustrator.
Pot volgde de opleiding Publiciteit aan de Academie van Beeldende Kunsten en Technische Wetenschappen in Rotterdam. Hij behaalde ook de LO-akte Handtekenen.
Hij was vanaf 1939 tekenaar bij de filmstudio van George Pal en in de periode 1943-1945 decorschilder bij  Bavaria Filmkunst GmbH in München. Van zijn hand is het eerste logo van het muziekblad Tuney Tunes.
Na de Tweede Wereldoorlog richtte hij een eigen reclamestudio op, eerst gevestigd in Eindhoven, later in Son. Hij illustreerde boeken, maakte tekenfilms en ontwierp wanddecoraties. 

Vanaf de start van zijn studio tot circa 1970 was Philips een belangrijke klant. Pot ontwierp affiches, reclamefolders, handleidingen en dergelijke. Ook illustreerde hij in een aantal tijdschriften van Philips.
Andere opdrachtgevers waren de gemeente Eindhoven en het Verbond voor Veilig Verkeer. Hij was ook ontwerper en maker van het beeld Berend Botje in Zuidlaren.
- International Standard Name Identifier: 0000 0003 9722 2007
- Nederlandse Thesaurus van Auteursnamen: 102345856
- Virtual International Authority File: 292292950
- WorldCat: E39PBJqKdWxDxWJ4Dxt87pR7pP